# Tobias Hegewald
Tobias Hegewald (Neuwied, 3 augustus 1989) is een Duits autocoureur.

## Carrière
Hegewald begon zijn autosportcarrière in het karting. In 2005 en 2006 reed hij in het Duitse en Amerikaanse Formule BMW kampioenschap. In 2007 maakte hij de overstap naar de Formule Renault Eurocup 2.0 en de Formule Renault 2.0 NEC. In dit laatste kampioenschap dat op circuits in België, Nederland en Duitsland wordt gehouden eindigde Hegewald op de tweede plaats in de eindstand in 2007 en op een derde plaats een jaar later.
In 2009 stapte hij over naar de Formule 2. Hij won beide races op het circuit van Spa-Francorchamps en eindigde op de zesde plaats in de rangschikking.

## Resultaten in de Formule 2
| Jaar | 1       | 2     | 3      | 4     | 5     | 6     | 7      | 8     | 9     | 10    | 11      | 12    | 13      | 14    | 15    | 16    | Rang | Punten |
| ---- | ------- | ----- | ------ | ----- | ----- | ----- | ------ | ----- | ----- | ----- | ------- | ----- | ------- | ----- | ----- | ----- | ---- | ------ |
| 2009 | VAL Ret | VAL 9 | BRN 15 | BRN 7 | SPA 1 | SPA 1 | BRH 15 | BRH 6 | DON 3 | DON 6 | OSC Ret | OSC 6 | IMO Ret | IMO 4 | CAT 9 | CAT 5 | 6e   | 46     |